# Coivaras
Coivaras est une municipalité brésilienne située dans l'État du Piauí.